# Belz (chasidská dynastie)

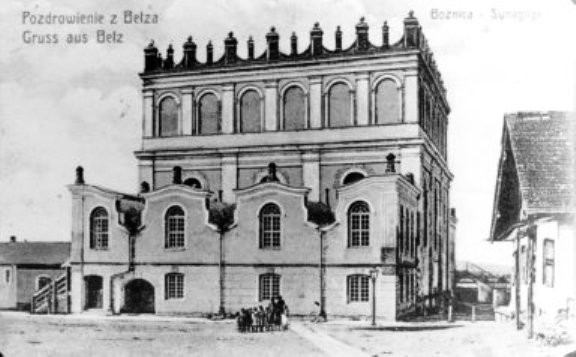
Synagoga v Belzu, v užívání od roku 1843, v roce 1939 zničena Němci

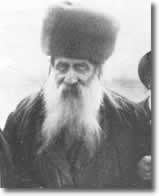
Jissachar Dov Rokeach, třetí belzský rabín

Belz (v jidiš בעלזא‎, hebrejsky בעלז) je jedna z chasidských dynastií, nazvaná podle svého původního sídelního města Belz na západní Ukrajině, tehdy součást Koruny polského království. Dynastii založil na počátku 19. století rabín Šúlem Rokeach (zvaný Sar Šalom) a jeho syn Jehošua Rokeach. Rodina v má současné době hlavní sídlo v Izraeli, ale početné skupiny stoupenců žijí ve Spojeném království, Belgii, New Yorku, New Jersey, Kanadě a Austrálii.

## Historie
Belzští chasidé měli zvláštní program jošvim pro studující Talmudu, ve kterém mladí svobodní i ženatí muži za podpory bohatších souvěrců trávili většinu svého času studiem v synagoze. Tento program vyprodukoval řadu vynikajících židovských učenců a zúčastnil se ho i český básník, publicista a překladatel Jiří Langer, který o svém pobytu u belzských chasidů napsal knihu Devět bran.
Po německém obsazení Belzu v roce 1939 Němci zničili belzskou synagogu a většinu belzských chasidů vyvraždili. Tehdejšímu rabínovi Áronu Rokeachovi se podařilo uprchnout přes Maďarsko do Palestiny, kde rodina sídlí dodnes.
Rabi Áron založil nový chasidut v Tel Avivu, jeden z největších v Izraeli. Současnou hlavou rodu, rabín Jissachar Dov Rokeach II.